# Municipio de Windsor (Kansas)
El municipio de Windsor (en inglés: Windsor Township) es un municipio ubicado en el condado de Cowley en el estado estadounidense de Kansas. En el año 2010 tenía una población de 176 habitantes y una densidad poblacional de 0,72 personas por km².

## Geografía
El municipio de Windsor se encuentra ubicado en las coordenadas 37°20′46″N 96°35′32″O / 37.34611, -96.59222. Según la Oficina del Censo de los Estados Unidos, el municipio tiene una superficie total de 243.01 km², de la cual 242,62 km² corresponden a tierra firme y (0,16 %) 0,38 km² es agua.

## Demografía
Según el censo de 2010, había 176 personas residiendo en el municipio de Windsor. La densidad de población era de 0,72 hab./km². De los 176 habitantes, el municipio de Windsor estaba compuesto por el 96,02 % blancos, el 2,84 % eran amerindios, el 0,57 % eran asiáticos y el 0,57 % eran de una mezcla de razas. Del total de la población el 0,57 % eran hispanos o latinos de cualquier raza.